# Camille Borios
Camille Borios (Marsella, 12 de febrero de 1981 - Martigues, 16 de julio de 2013) fue un jugador de fútbol profesional francés que jugaba en la demarcación de lateral.

## Biografía
Camille Borios debutó como futbolista profesional con el FC de Martigues a los 17 años de edad. Tras tres temporadas en el club, fue traspasado al Olympique de Marsella "B". Al año siguiente el jugador subió al primer equipo. Tras un año en el club, fue cedido al equipo del que provenía, volviendo tras cesión al año siguiente al equipo marsellés. En 2004, el FC de Martigues se volvió a hacer cargo del jugador durante cuatro temporadas más. Ya en 2008 fichó por el ENTHOI Lakatamia FC, equipo en el que permaneció hasta 2009, año en el que se retiró.
Camille Borios falleció el 16 de julio de 2013 a los 32 años de edad.

## Clubes
| Club                      | País    | Año         |
| ------------------------- | ------- | ----------- |
| FC de Martigues           | Francia | 1998 - 2001 |
| Olympique de Marsella "B" | Francia | 2001 - 2002 |
| FC de Martigues (cedido)  | Francia | 2002 - 2003 |
| Olympique de Marsella     | Francia | 2003 - 2004 |
| FC de Martigues           | Francia | 2004 - 2008 |
| ENTHOI Lakatamia FC       | Chipre  | 2008 - 2009 |